# Brû
Brû é uma comuna francesa na região administrativa de Grande Leste, no departamento de Vosges. Estende-se por uma área de 8,95 km². Em 2010 a comuna tinha 578 habitantes (densidade: 64,6 hab./km²).